# Adonisea aden
Adonisea aden là một loài bướm đêm trong họ Noctuidae.